# Gekijōban Naruto shippūden: The Lost Tower
Gekijōban Naruto shippūden: The Lost Tower (jap. 劇場版 NARUTO －ナルト－ 疾風伝ザ・ロストタワー THE LOST TOWER Gekijōban Naruto Shippūden: Za Rosuto Tawā) – siódmy film pełnometrażowy, który powstał na podstawie mangi Naruto autorstwa Masashiego Kishimoto. Jego premiera w Japonii odbyła się 31 lipca 2010 roku.

## Bohaterowie
| Postacie        | Dubbing japoński   |
| --------------- | ------------------ |
| Naruto Uzumaki  | Junko Takeuchi     |
| Minato Namikaze | Toshiyuki Morikawa |